# Phiala esomelana
Phiala esomelana is een vlinder uit de familie van de Eupterotidae. De wetenschappelijke naam van de soort is voor het eerst voorgesteld als Euchera esomelana door George Thomas Bethune-Baker in een publicatie uit 1927.
De soort komt voor in Kameroen.